# Gracupica nigricollis
El estornino cuellinegro (Gracupica nigricollis) es una especie de ave paseriforme de la familia Sturnidae propia del sudeste asiático.

## Taxonomía
Fue descrita como Gracula nigricollis por Gustaf von Paykull en 1807. Anteriormente era clasificado en el género Sturnus, sin embargo fue trasladado a Gracupica basándose en estudios filogenéticos realizados en 2008. En el pasado también fue colocado en Sturnopastor, Acridotheres y Graculipica.

## Descripción
Mide entre 26 y 30 cm de longitud. Tiene la cabeza blanca, con un parche amarillo de piel desnuda alrededor de los ojos y un collar de color negro alrededor del cuello. El dorso y las alas son de color pardo oscuro, casi negro. Las partes inferiores son blancas, a menudo con un matiz marrón grisáceo. La cola y la mayoría de las plumas coberteras y de vuelo tienen las puntas blancas, siendo las coberteras primarias completamente blancas. El pico es negro y las patas son de color gris pálido. Macho y la hembra son similares en apariencia pero las aves juveniles son pardas con el cuello y el pecho rayados, también tiene el parche en los ojos pero carecen del collar negro.

## Distribución y hábitat
Este estornino vive en pastizales, bosques secos, áreas cultivadas y asentamientos humanos, en su mayoría a elevaciones bajas, pero llegando también hasta los 2000 metros de altitud. Se distribuye en el sur de China (de Fujian a Yunnan) y la península de Indochina, a través de Birmania, Laos, Camboya, Vietnam y Tailandia. También ha sido introducido en Taiwán, Malasia y Singapur.